# Kamocsa
Kamocsa (szlovákul Komoča) község Szlovákiában, a Nyitrai kerületben, az Érsekújvári járásban.

## Fekvése
Kamocsa Érsekújvártól 14 km-re délnyugatra, Gútától 7 km-re északkeletre, a Vág bal partján fekszik, Ifjúságfalvával szemben. Áthalad rajta a Gútát Érsekújvárral összekötő 563-as főút. Kamocsa mellett (a falutól északra) torkollik a Vágba a Nyitra-csatorna. Közigazgatásilag délről Gúta, délkeletről Naszvad, keletről Érsekújvár, északkeletről Andód, északról Szímő, nyugatról pedig Ifjúságfalva határolja.

## Élővilága
A faluban 2019 óta tartanak számon gólyafészket egy kéményen. 2019 óta minden évben 3 fiókát számoltak össze. A fogoly, mint őshonos madár számos példánya élt a falu határában, mára már szinte teljesen kipusztult. A haris és a fürj szintén nagy számban volt jelen azonban a fejlődő mezőgazdasági ágazatok természetre való kihatásai ezeket a fajokat teljesen kiszorították. A falu határában az európai őz szép számban megtalálható, csakúgy a mezei nyúl, melynek száma az utóbbi időkben ugyan csökkent, de nincs veszélyeztetve.

## Története
A régészeti leletek tanúsága szerint már az újkőkorszakban is éltek emberek. A lengyeli kultúra településének nyomait találták itt meg. Később latén korból, római korból barbár település, valamint kora középkori telep és sírlelet került elő. Tacy dűlőben 11-13. századi telepkerámiát és cserépbogrács töredékeket is találtak.
A mai települést 1416-ban „Kamacha” néven említik először. A középkorban különböző nemesi családok birtoka volt. A 16. században a török elpusztította, de a 17. század közepén újratelepítették, és száz évvel később már 850 lakosa volt. A 15. században az Amadé és Hunyadi családoké.
1704-ben Sigbert Heister császári főparancsnok felmentette Érsekújvárt és a környező falvakkal együtt Kamocsát felégette. 1787-ben 95 házában 850 lakos élt. 1828-ban 201 házainak és 1380 lakosainak száma. Lakói főként mezőgazdasággal és kézművességgel foglalkoztak. 1848-ban 19 kézművest említenek a faluban. 1856-ban egy tűzvészben a falu teljesen leégett. 1903-ban árvíz sújtotta.
Fényes Elek geográfiai szótárában a faluról így ír: „Kamocsa magyar falu, Komárom vmegyében, fekszik lapályos sikságon a Vágh bal partján, Guttához éjszakra fél, Érsekujvártól nyugotra 2 mfldnyire. Mi a helység határát illeti, tagosztály, vagy más hiteles felmérés még itt nem levén, ezt holdakban megmondani nem lehet egyébkint, hanem hogy Kamocsa határa 38 és 1/2 régi telket tesz, mellyből urbéri föld 31 és 1/2 telek, a curialistáké pedig 7 telek. Földesuri majorság nincs. A fenemlitett határnak ismét 1/4 része szántóföld, 1/4-de legelő, 2/4-de pedig kaszálló. Szőleje nincs, több lapályos völgyeit fűzfákkal ülteti be, mellyekből minden harmadik, vagy negyedik évi áglemetélés által tüzifát elegendőt szerez. A föld minősége agyagos homok, s ezért leginkább gyökeres és kerti növények termesztetnek, minthogy a föld arra legalkalmasabb, s kevés is lévén, gazdasági szempontból legjövedelmezőbb. Termesztetik pedig különösen veres hagyma, sárga répa, petrezselyem, káposzta, dinnye s a t. Az állattenyésztés, valamint a mezei gazdálkodás is meglehetősen díszlik, hanem a Vágh folyók gyakori kiöntései miatt sokat szenved. Népessége 1340 lélek, kik közül reformált vallásu 1203, r. kath. 1, zsidó 56. Nemes 274, polgár 1010, zsidó 56. A nyelv egyedül magyar. Telkes jobbágy van 206, zsellér 7, lakó 6, kereskedő zsidó 11. Reformatusok anyaegyházán s iskoláján kivül emlitést érdemel még itt egy olajütő, mellyen keserves izzadással emberi erő tesz szert valamelly kis olajra. Jelenleg földesuraságok: gr. Hunyady József, ki szinte felét birja a helységnek; Balogh Ferencz, Halasy Eduárd, Lieszkovszky, Ghyczy, Petrics, Rozsos curialis nemes családok; Pethes, Kosa, Pollák.”
A trianoni békeszerződésig Komárom vármegye Csallóközi járásához tartozott. 1938 és 1945 között újra Magyarország része volt. 1947–1948-ban 48 magyarországi szlovák családot telepítettek le ide az elüldözött magyarok helyére. 1952-ben újabb nagy árvíz sújtotta a községet.

## Népessége
| Év:            | 1994. | 2004.   | 2014.   | 2024.   |
| -------------- | ----- | ------- | ------- | ------- |
| Emberek száma: | 968   | 924     | 940     | 930     |
| Eltérés:       |       | -4,54 % | +1,73 % | -1,06 % |

| Év:            | 2023. | 2024.   |
| -------------- | ----- | ------- |
| Emberek száma: | 922   | 930     |
| Eltérés:       |       | +0,86 % |

1910-ben 1760, túlnyomórészt magyar anyanyelvű lakosa volt.
2001-ben 922 lakosából 778 magyar és 132 szlovák volt.
2011-ben 918 lakosából 689 magyar és 158 szlovák volt.
2021-ben 955 lakosából 649 (+24) magyar, 224 (+20) szlovák, 2 (+1) cigány, 8 egyéb és 72 ismeretlen nemzetiségű volt.
Népességszám-változás 1890-2007 között:
| Év   | Lakosság |
| ---- | -------- |
| 1890 | 1749     |
| 1900 | 1781     |
| 1910 | 1760     |
| 1921 | 1801     |
| 1930 | 1723     |

| Év   | Lakosság |
| ---- | -------- |
| 1950 | 1534     |
| 1961 | 1501     |
| 1970 | 1341     |
| 1980 | 1135     |

| Év   | Lakosság |
| ---- | -------- |
| 1991 | 993      |
| 2001 | 922      |
| 2007 | 904      |
| 2011 | 918      |

## Neves személyek
- Itt volt egy időben prédikátor Besnyei György református bibliafordító és mátyusföldi esperes.
- Itt született 1801-ben és alkotott Lukács Pál író, színész, nevelő.
- Itt született 1853-ban Pap Kálmán honvéd-ezredes hadbiró, költő, író, jogi szakíró.
- Itt született 1857-ben Pethes János tanítóképző-intézeti igazgató, tanügyi író, újságíró.
- Itt született 1876-ban Baranyay József újságíró, könyvtáros, helytörténész.
- Itt szolgált Boross Kálmán (1866-1941) református lelkész, helytörténész.
- Itt szolgált Sedivy László (1870-1944) nyitrai református lelkész, embermentő.
- Itt élt Vörös Péter (1947-2004) író, költő.[11]

## Nevezetességei
- Református temploma 1787-ben épült a korábbi, a török által elpusztított fatemplom helyén.[12]
- A Vág-parti kemping gyakran ad otthont kulturális rendezvényeknek, fesztiváloknak (Klikkfest, Felvidéki Magyar Sziget).

## Oktatás
- Magyar tanítási nyelvű általános iskoláját 2002-ben szüntették meg.

## Képtár

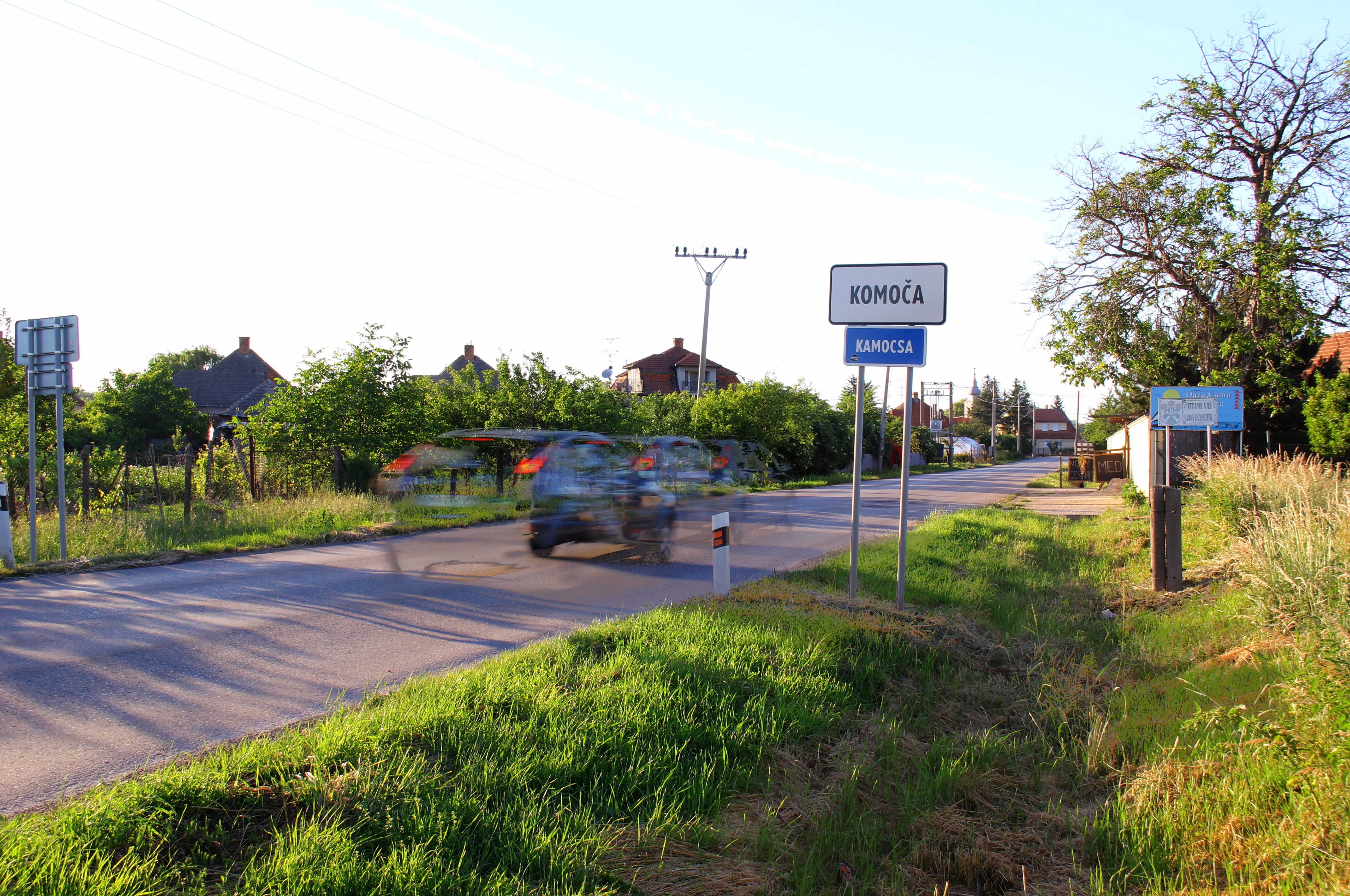
Falu bejáratánál
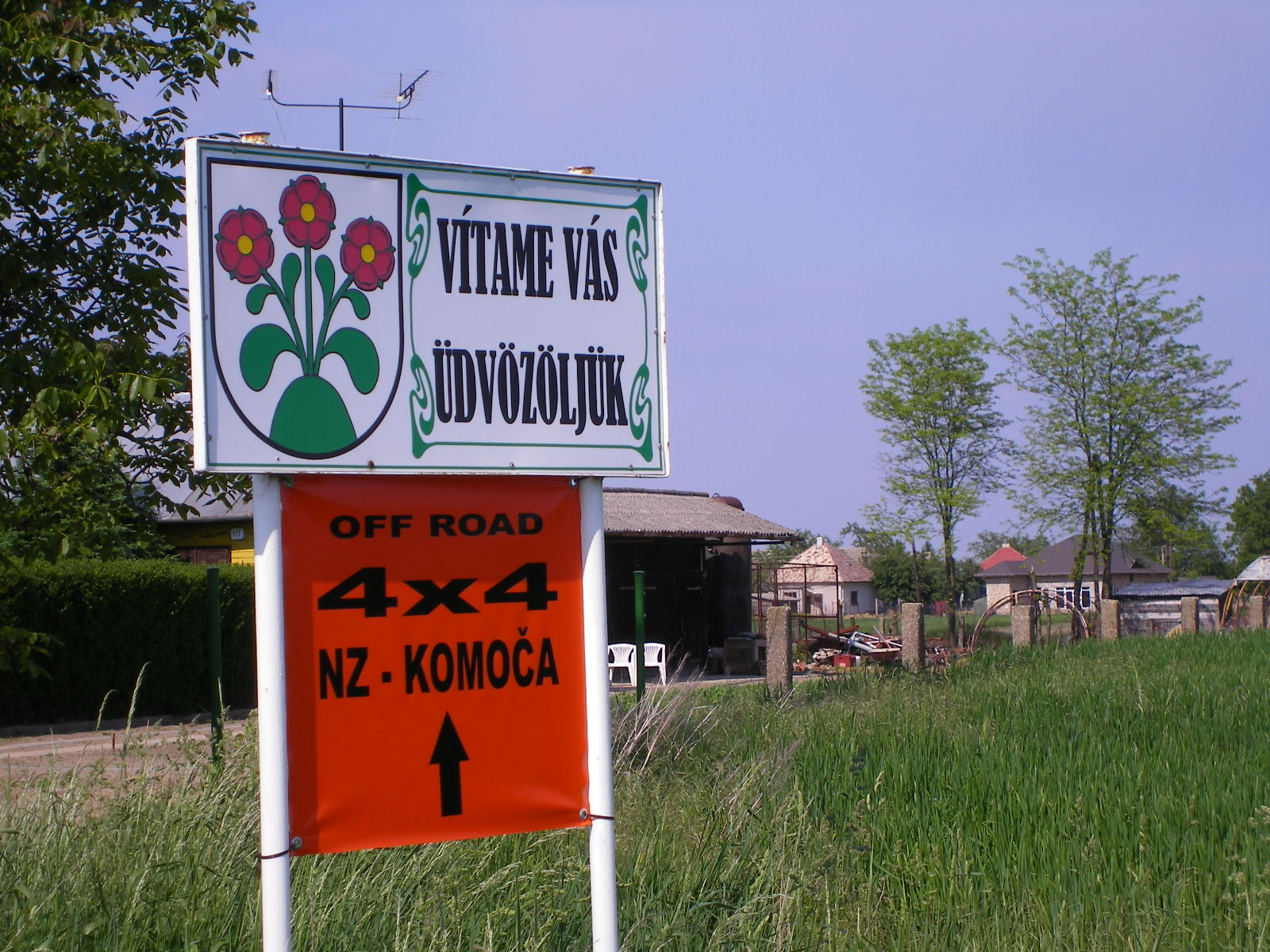
Falutábla
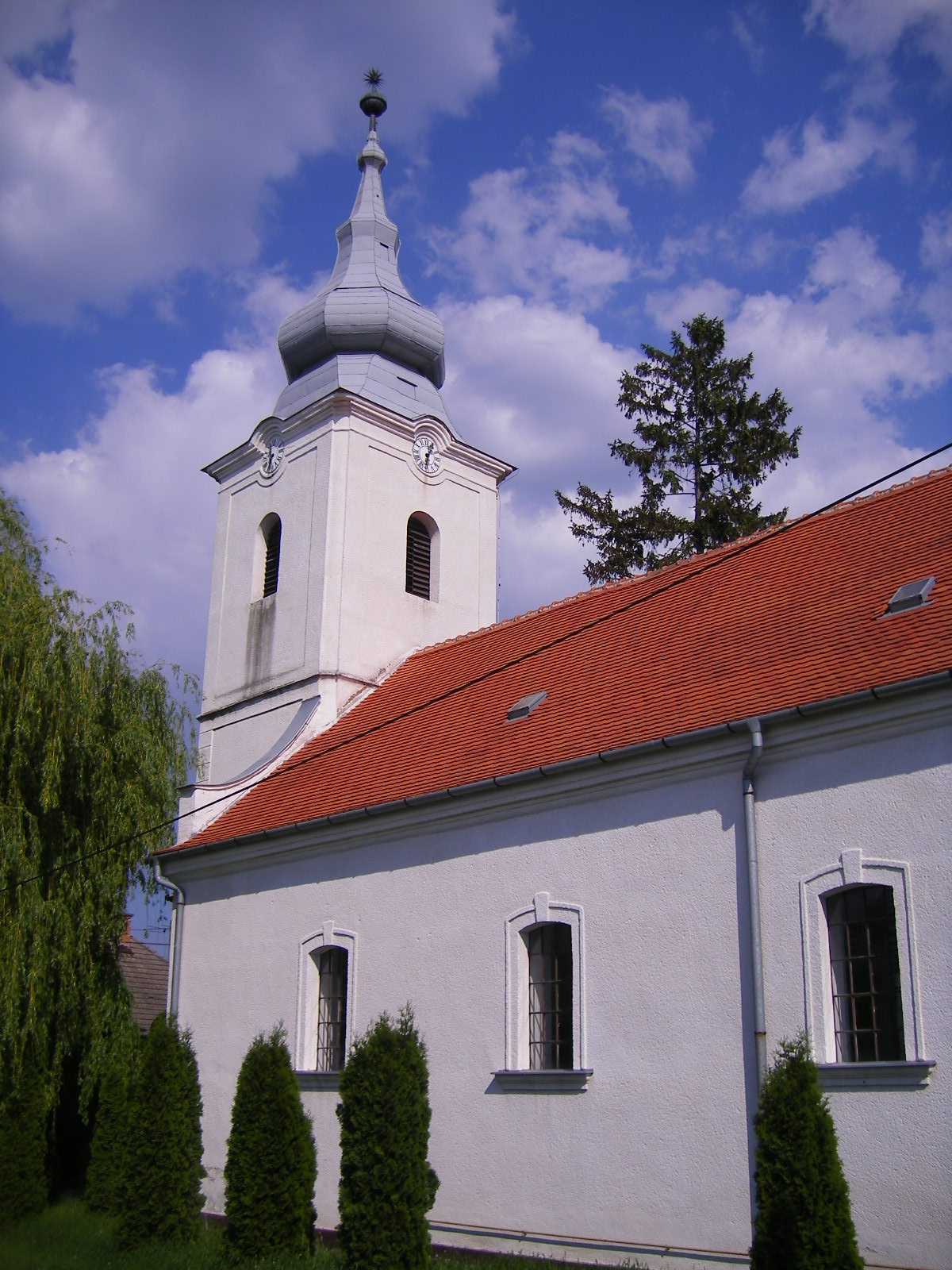
Református templom
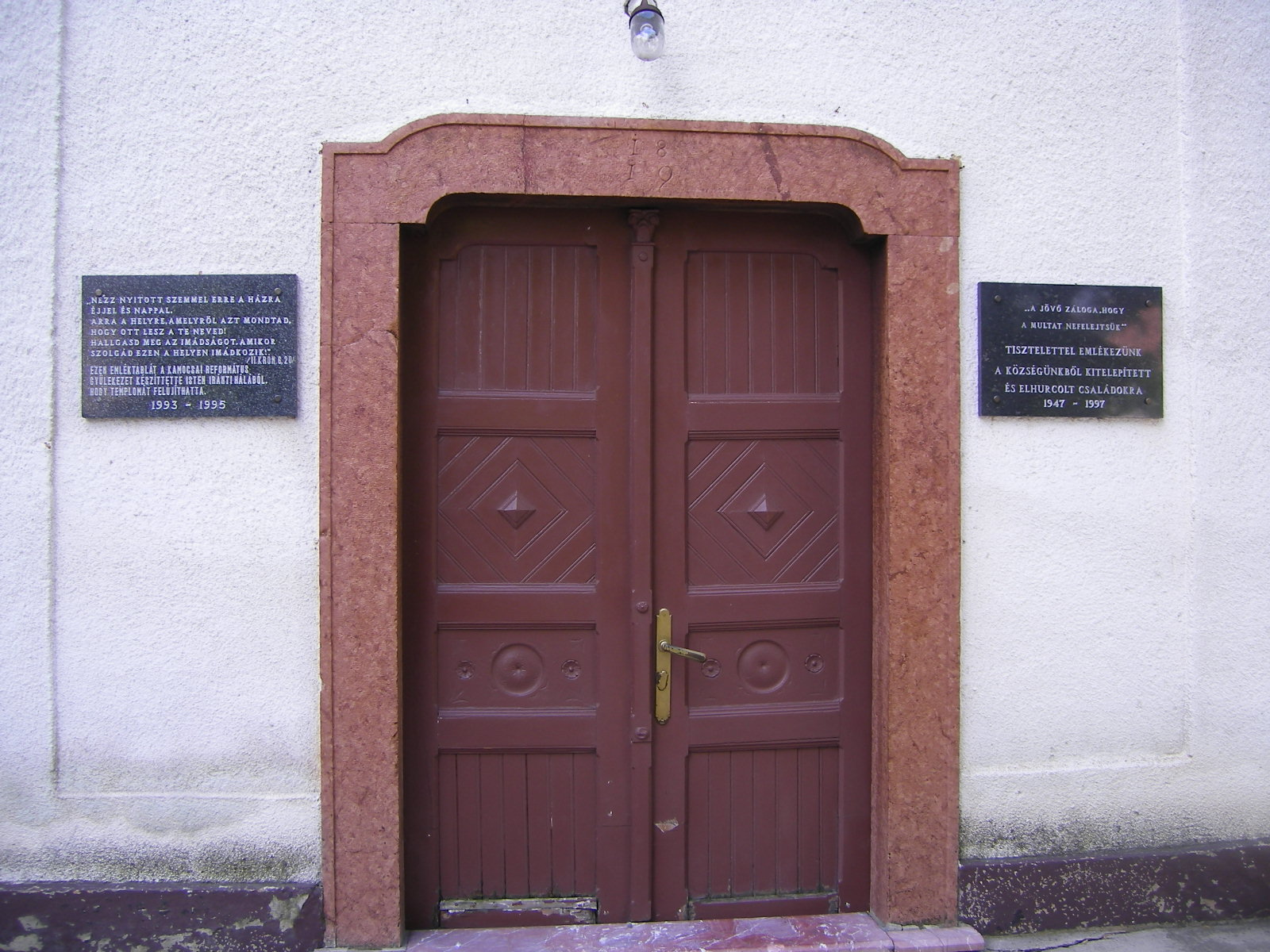
A református templom 1819-ben épült kapuja
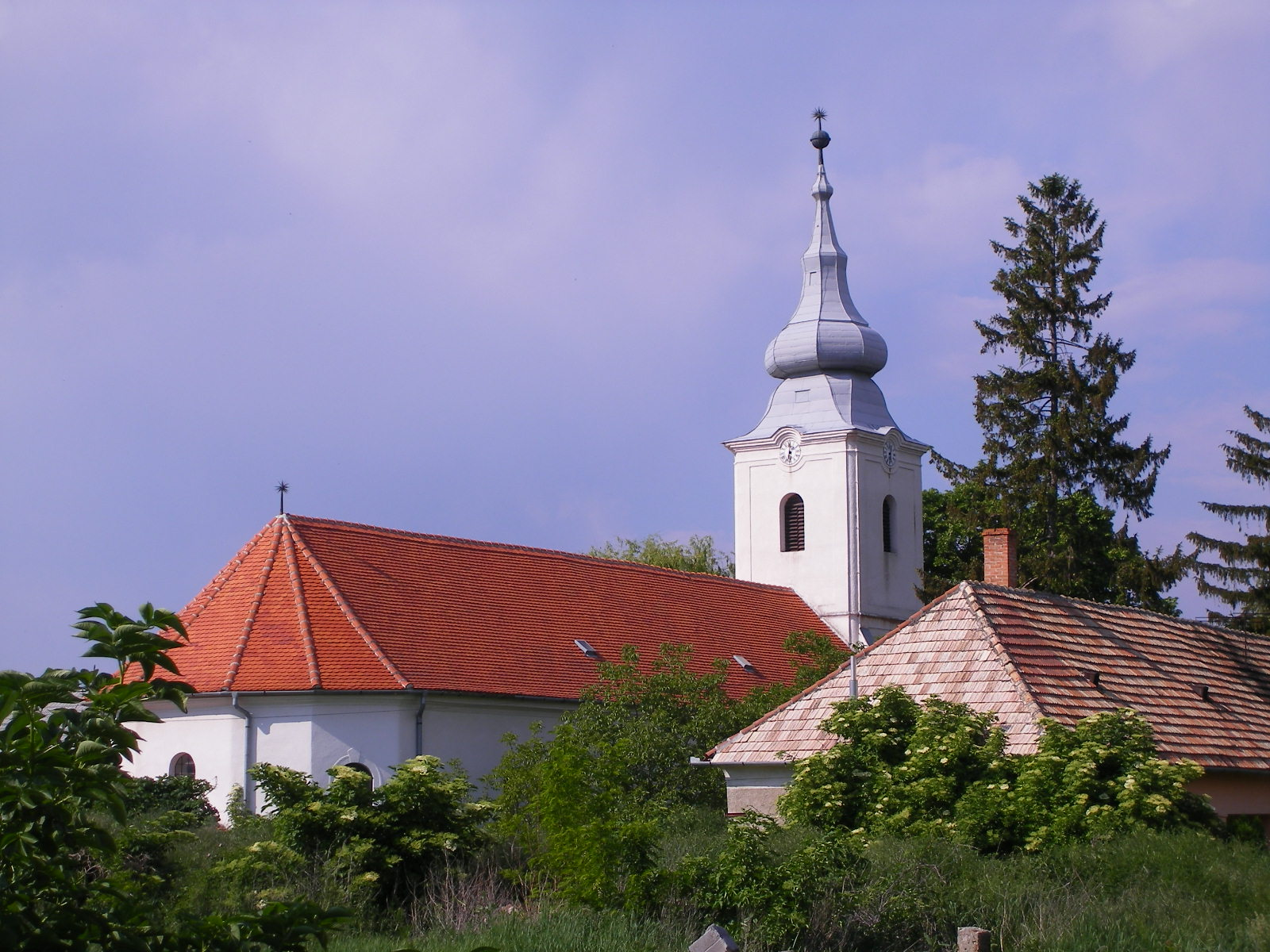
Református templom
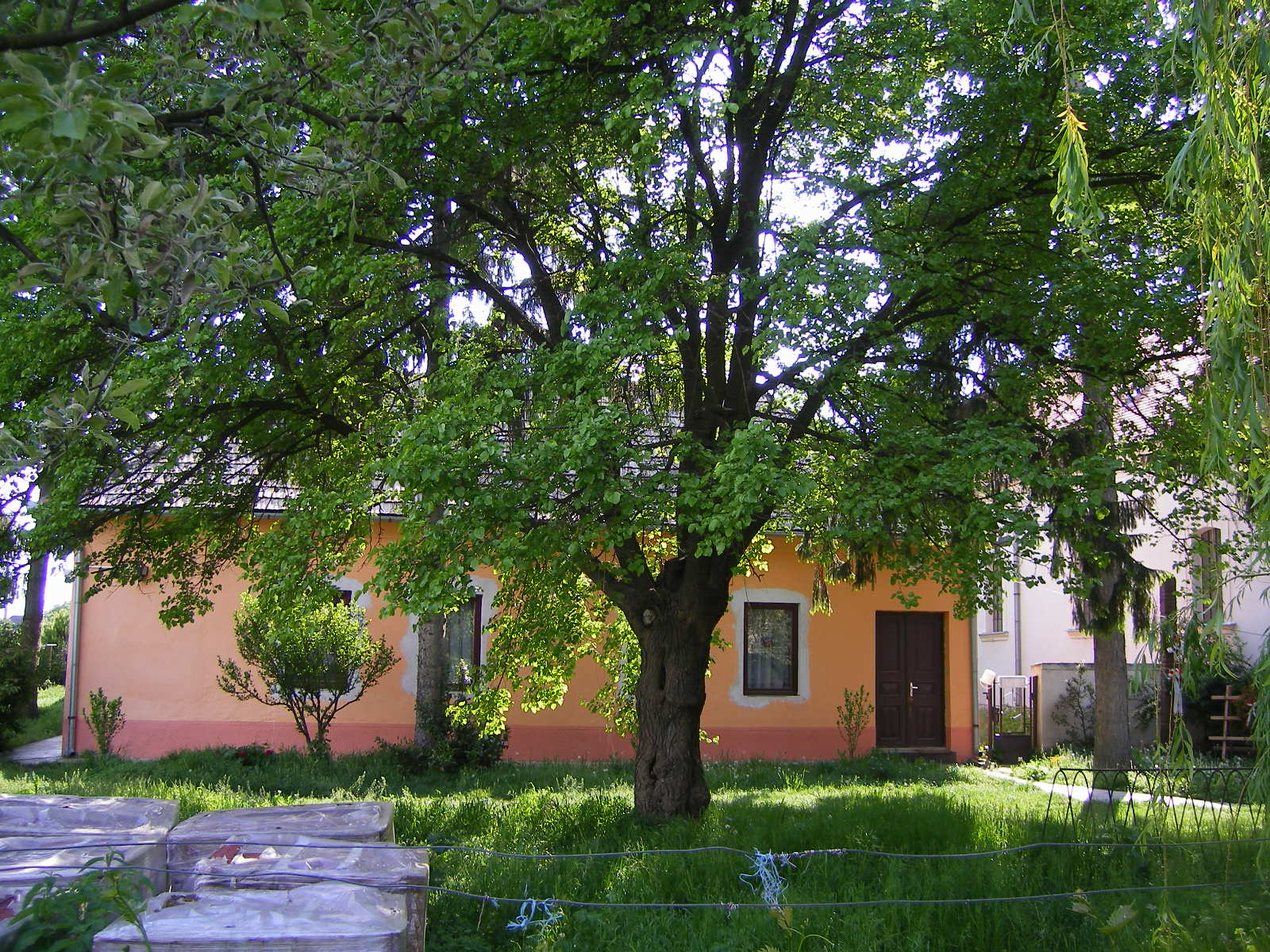
Református parókia
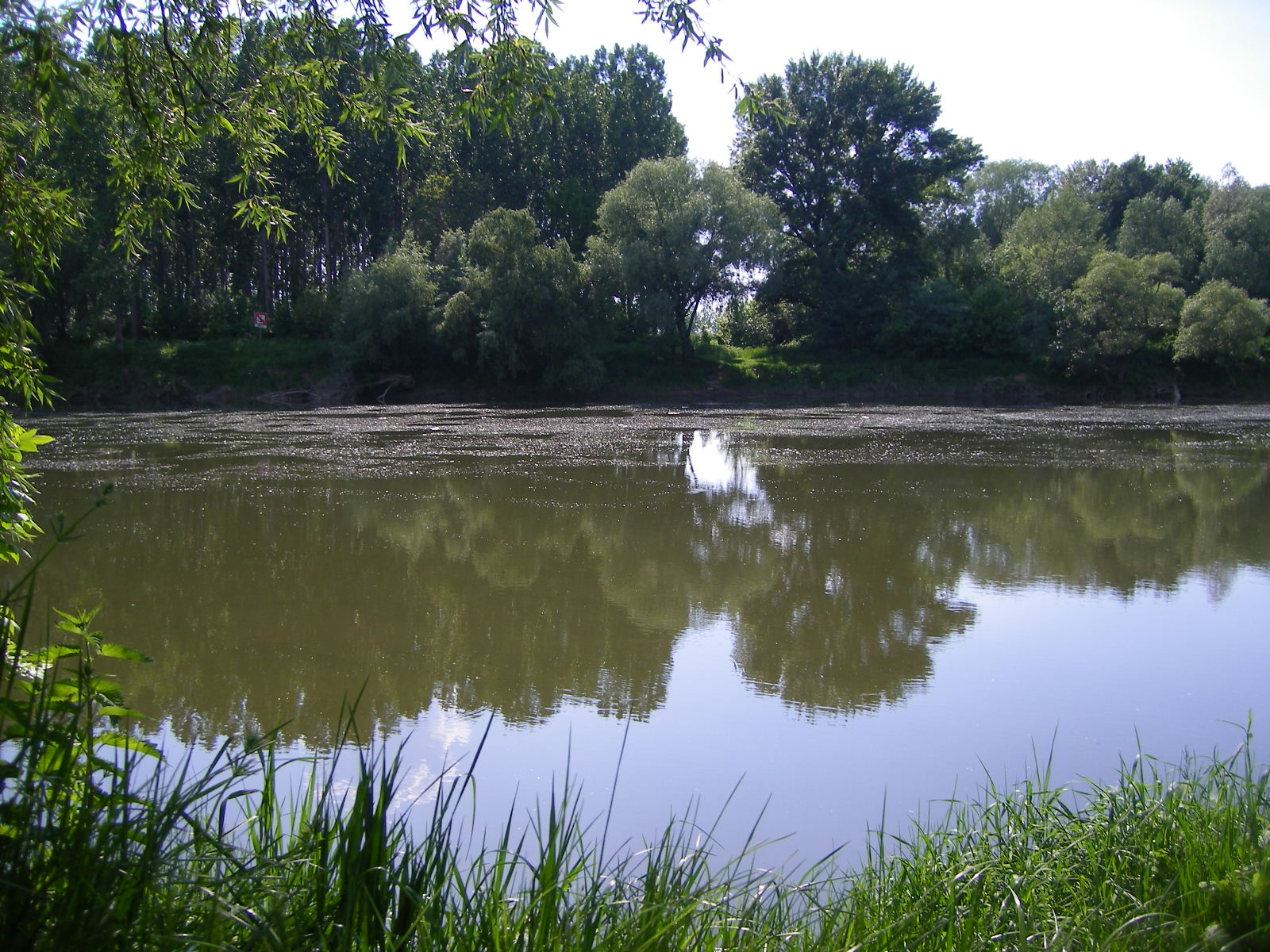
A kamocsai Vág-part
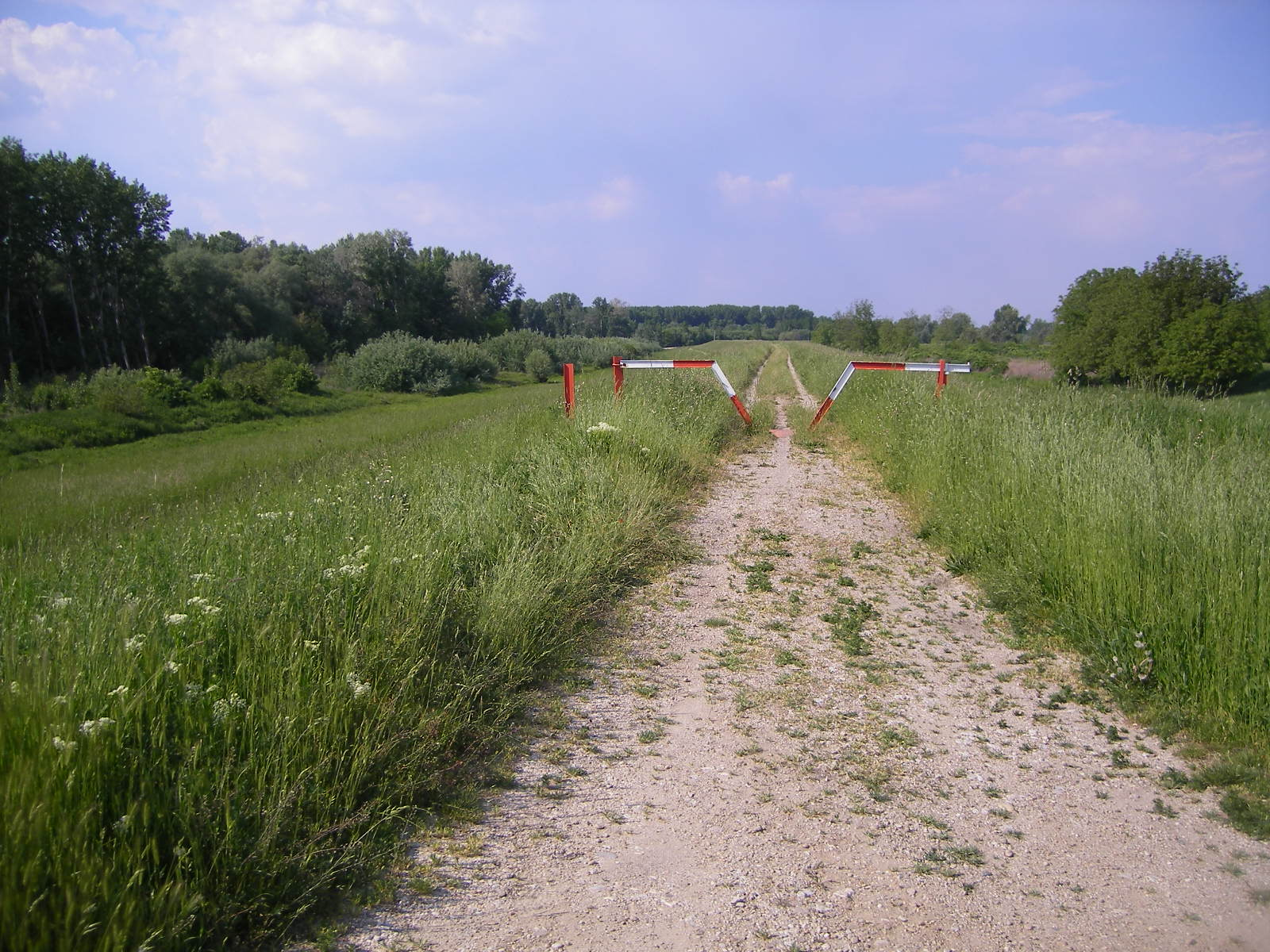
A Vág töltése
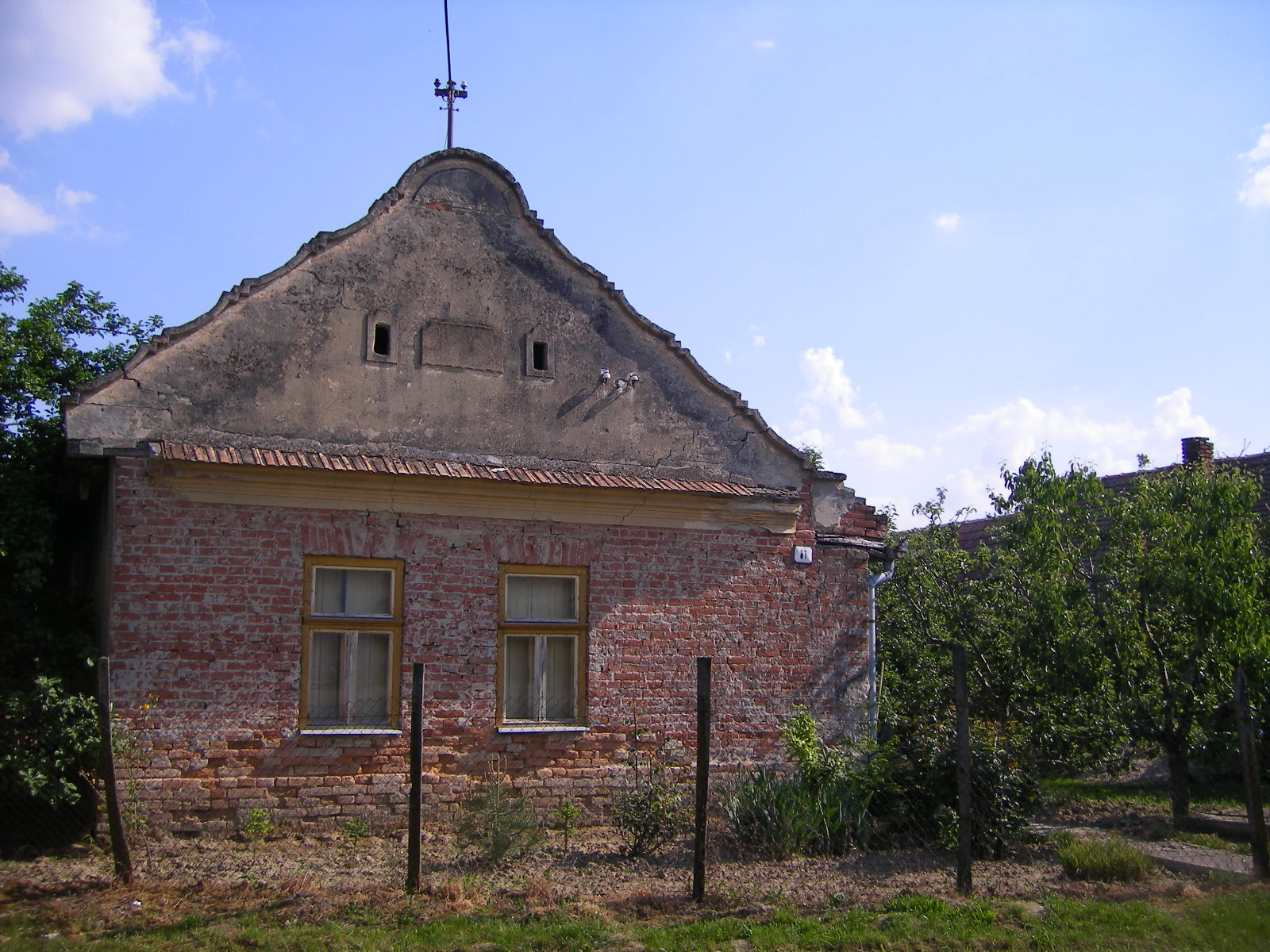
Hagyományos stílusban épült parasztház
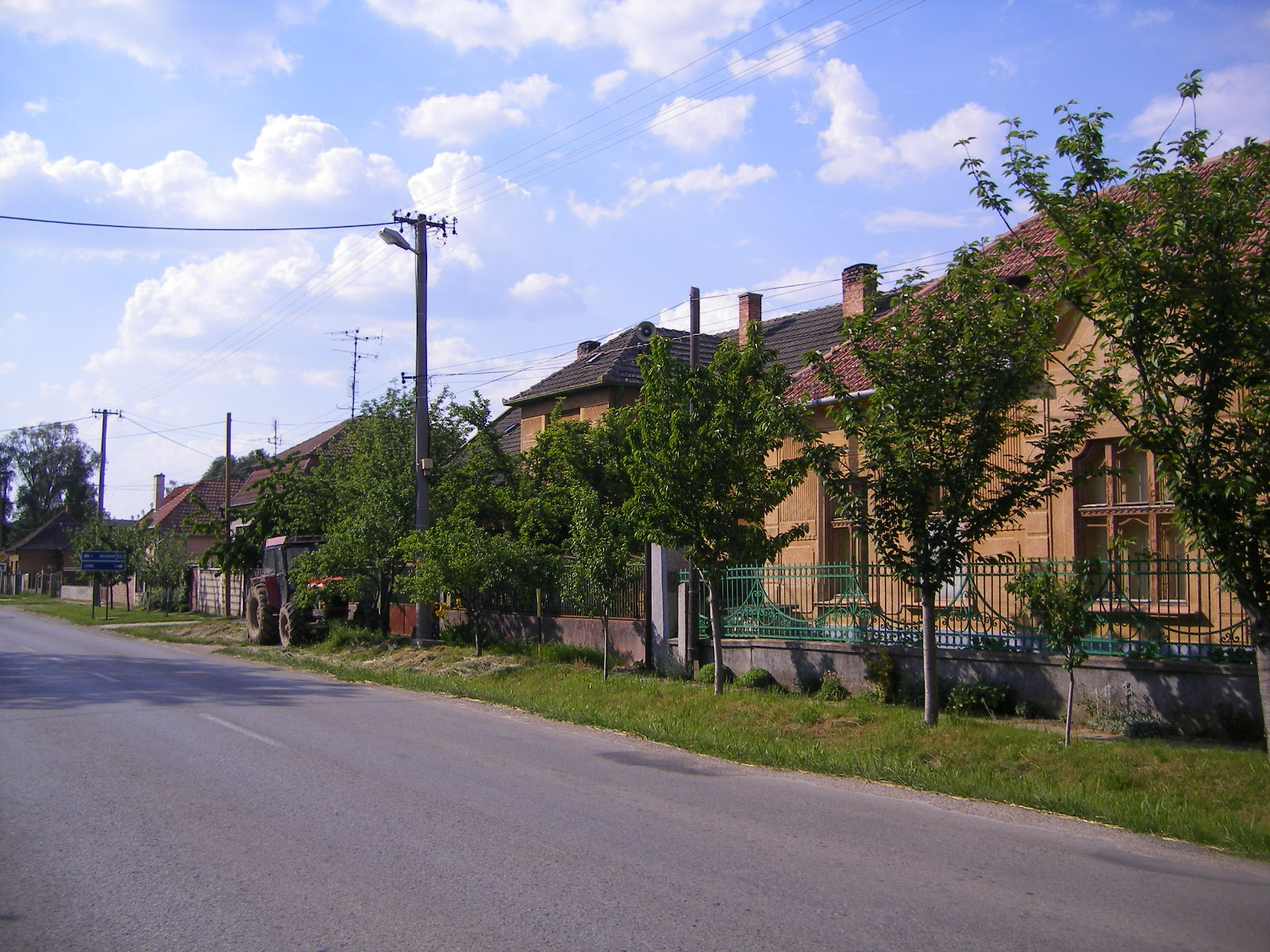
Kamocsai utcakép
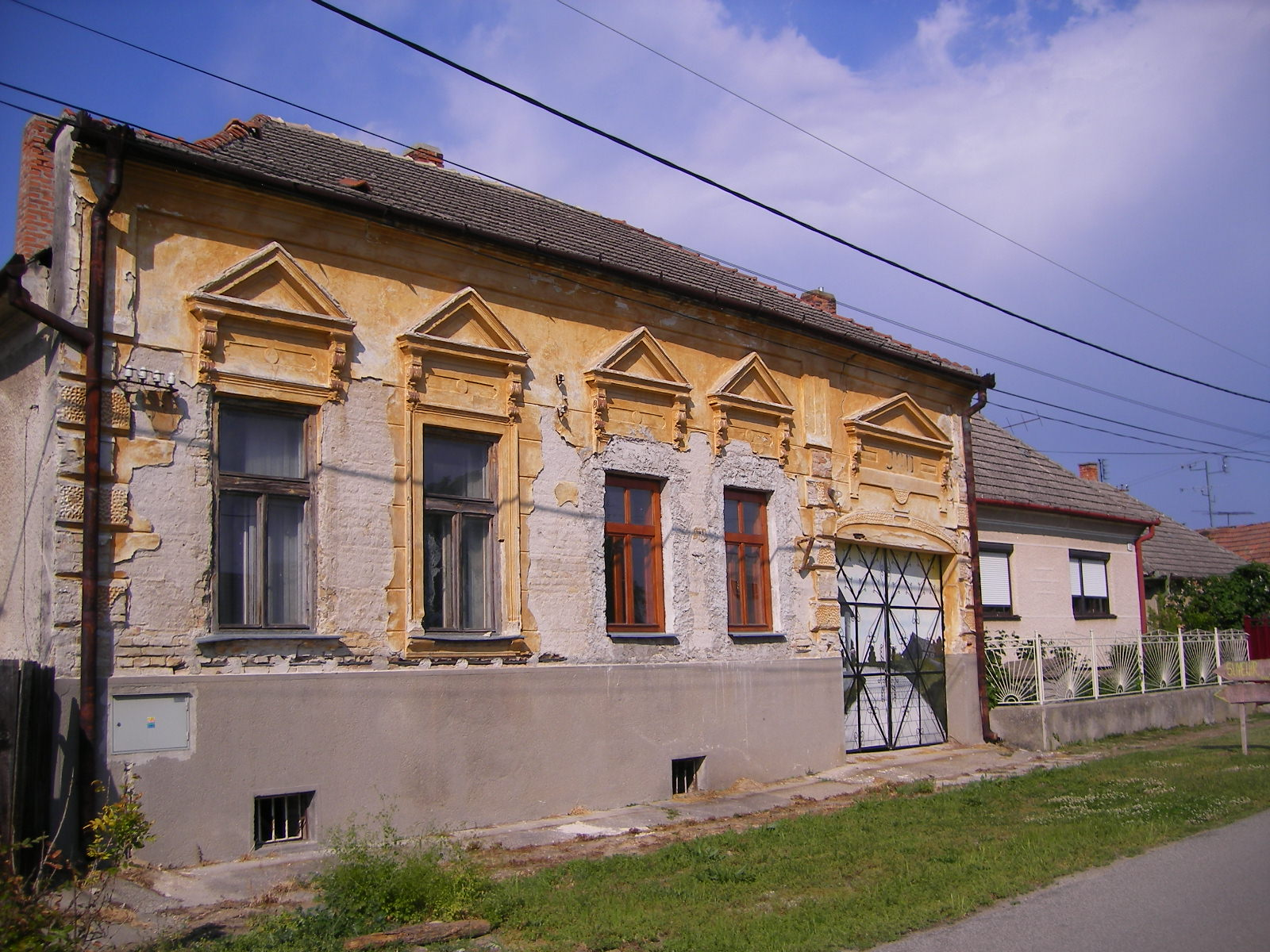
Régi ház a faluközpontban
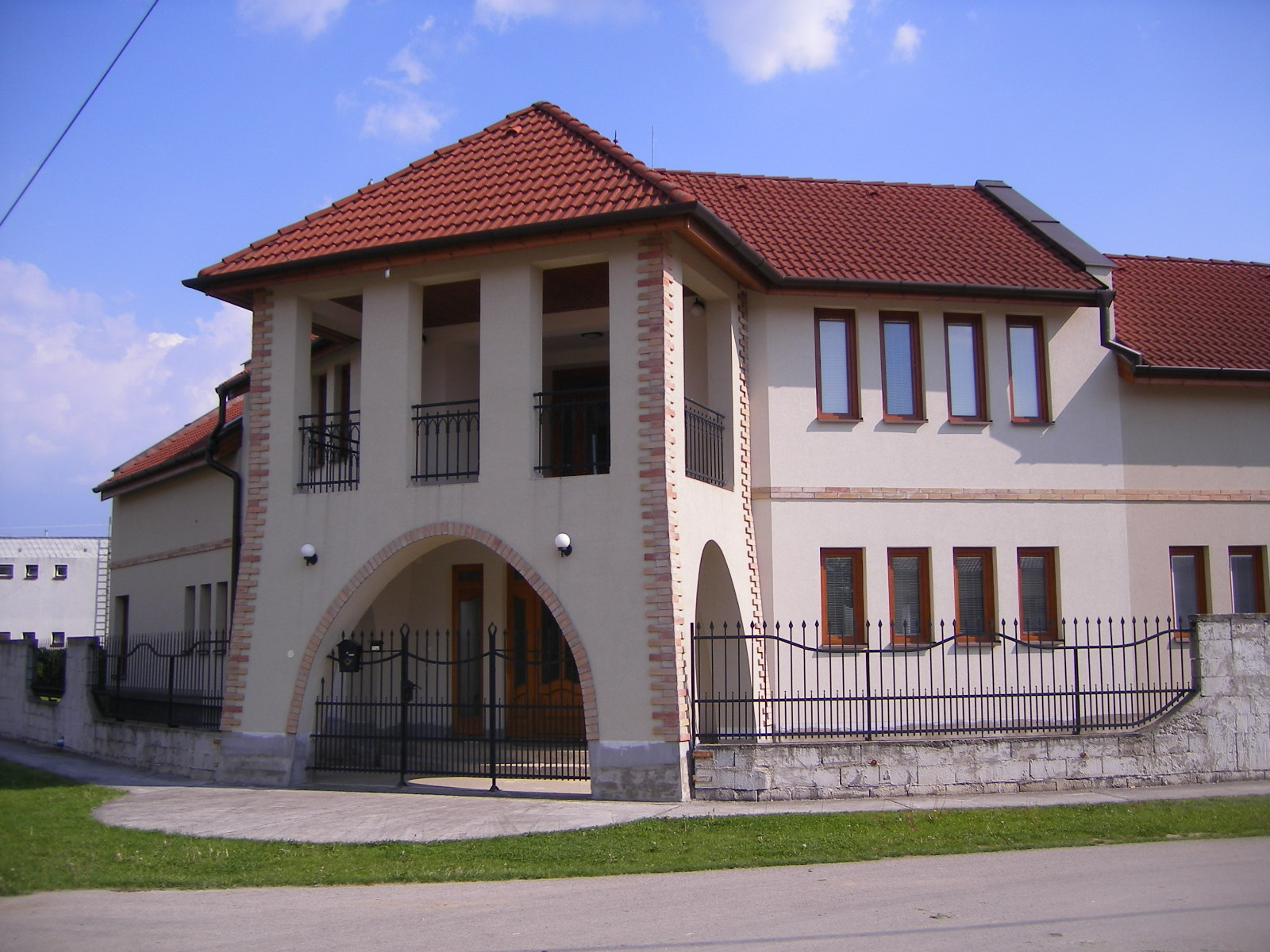
Modern épület a faluközpontban
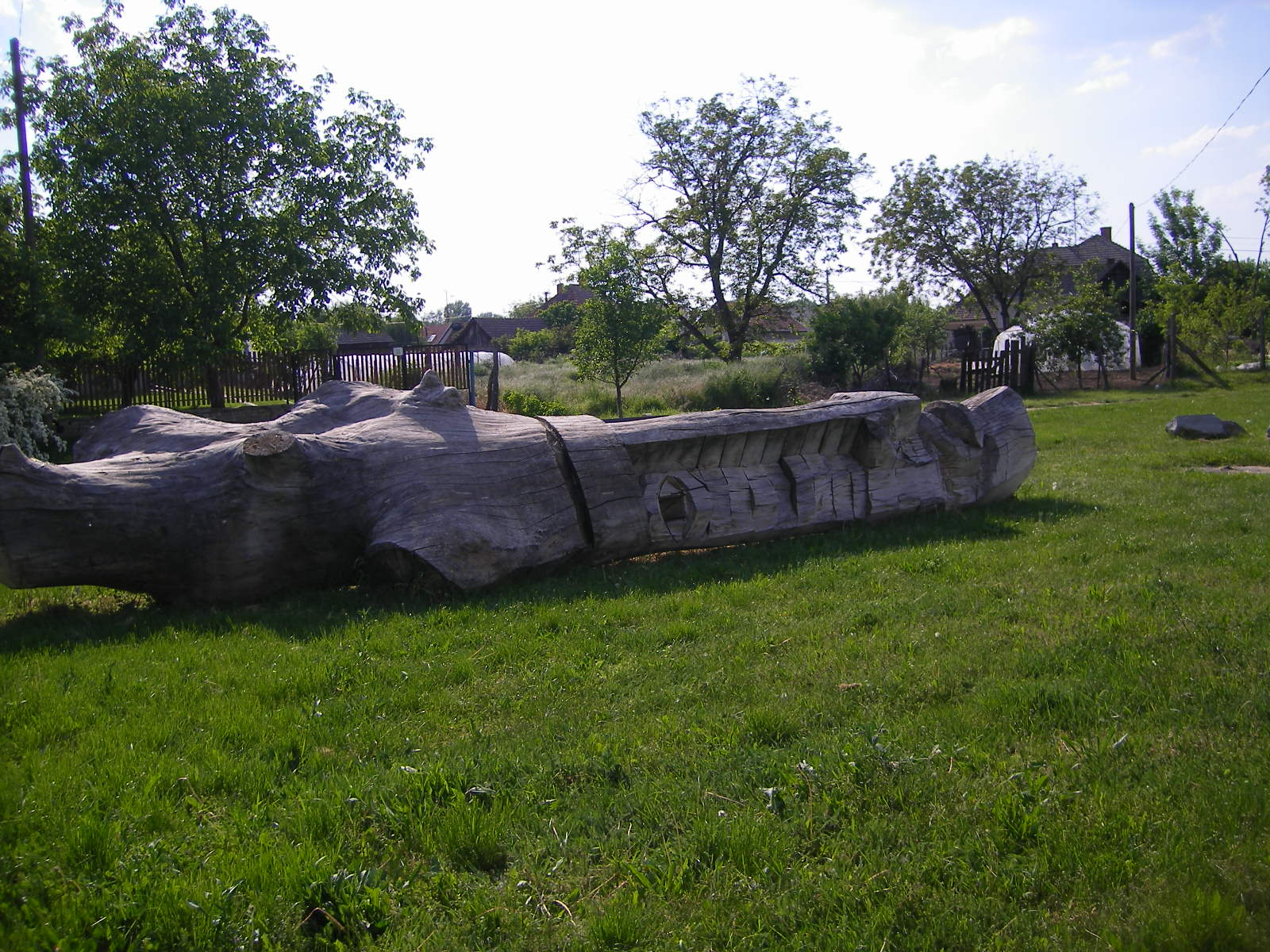
Park a faluközpontban
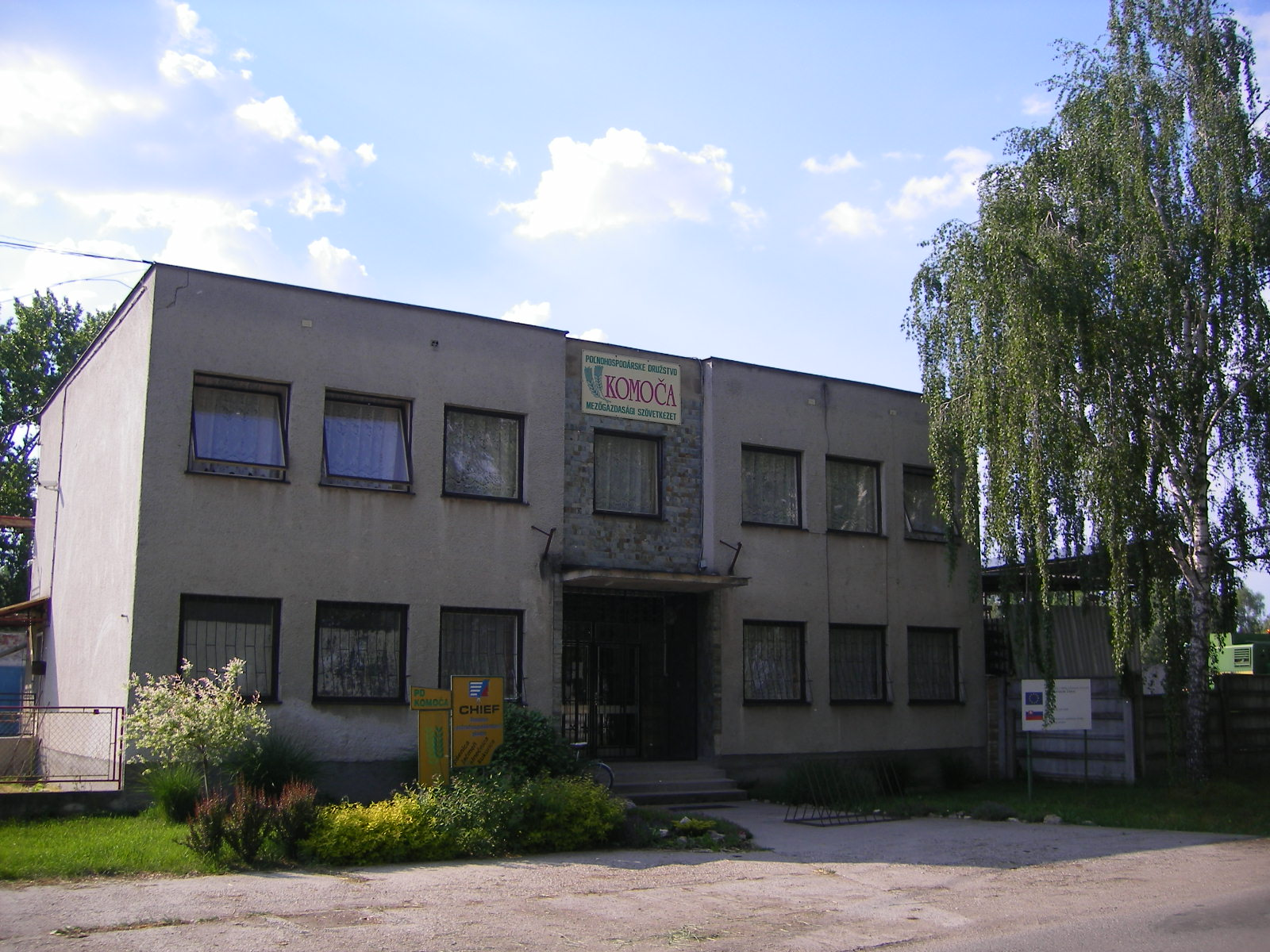
A mezőgazdasági szövetkezet irodaháza
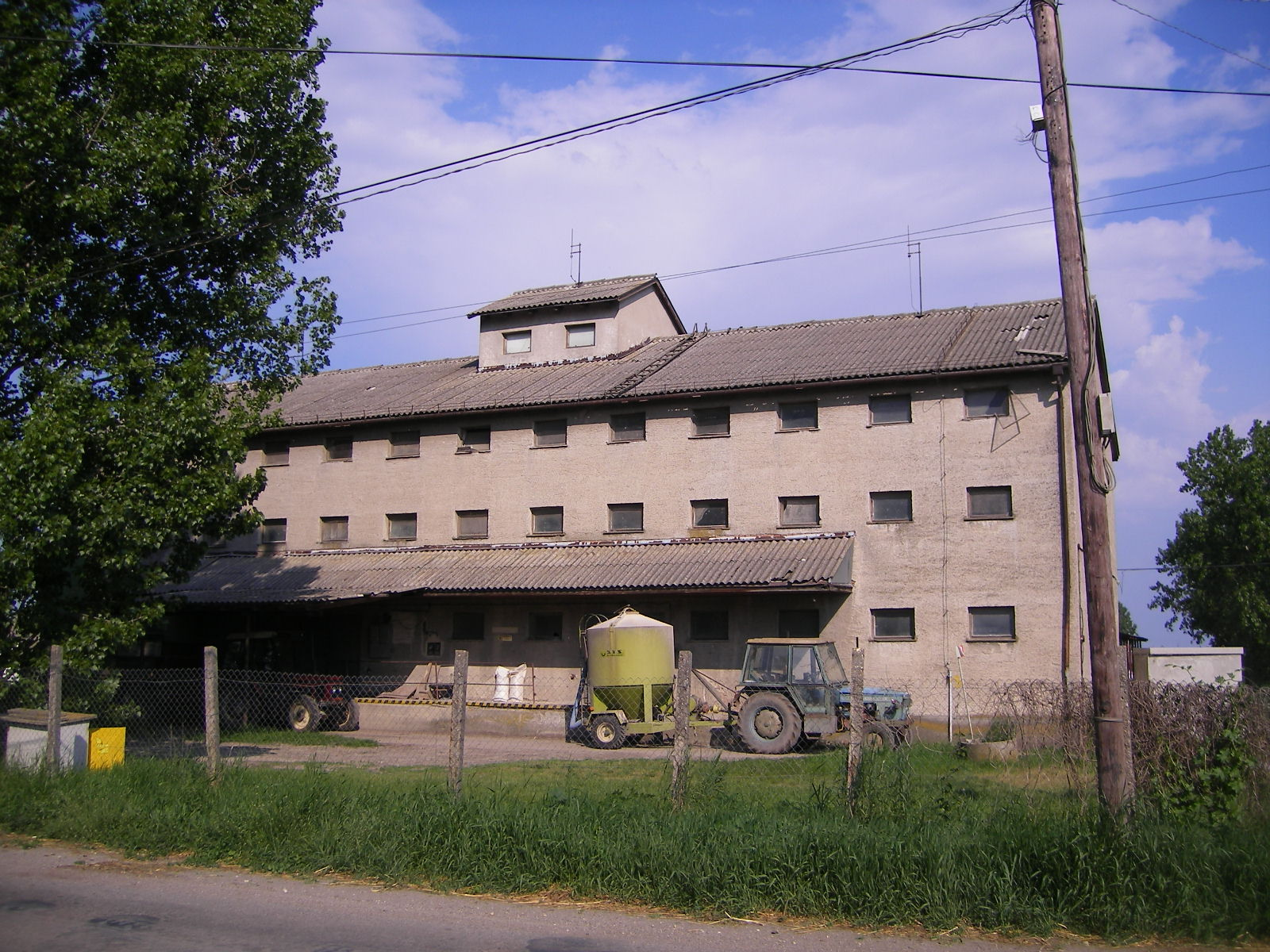
Mezőgazdasági szövetkezet